# Klewitz (Adelsgeschlecht)
Die Familie von Klewitz ist ein ursprünglich bürgerliches, später geadeltes deutsches Geschlecht mit Ursprung in Aschersleben im heutigen Sachsen-Anhalt. Sie wurde im Jahr 1803 für Verdienste im Staatsdienst in den preußischen Adelsstand erhoben. Über mehrere Jahrhunderte hinweg brachte die Familie eine Reihe bedeutender Beamter, Militärs, Juristen und Intellektueller hervor. Ihre genealogisch belegte Stammreihe reicht bis in das frühe 17. Jahrhundert zurück und setzt sich bis in die Gegenwart fort.
Der Familienname könnte etymologisch auf Ortsnamen wie Klewitz (ehemals in der Neumark) oder Klebitz (heute ein Ortsteil von Nemsdorf-Göhrendorf in Sachsen-Anhalt) zurückgehen.
Ein handschriftlich geführter Familienstammbaum, der über viele Generationen hinweg detaillierte Angaben enthält, wird bis heute laufend aktualisiert. Darüber hinaus finden sich weiterführende Informationen zur Familie in historischen Fachbüchern, genealogischen Nachschlagewerken und Zeitschriftenartikeln.

## Herkunft und Adelserhebung
Die genealogisch gesicherte Stammreihe der ursprünglich bürgerlichen Familie beginnt mit Merten Klewitz, der im Jahr 1626 verstarb. Den Aufstieg in den preußischen Adel erreichte Wilhelm Anton Klewitz (1760–1838), ein Jurist und Verwaltungsbeamter, der unter anderem als Kammerpräsident in Posen tätig war. Für seine Verdienste wurde er am 10. Juli 1803 vom preußischen König in den Adelsstand erhoben. Klewitz zählte zu den konservativen Reformern der frühen preußischen Reformära und setzte sich für die Modernisierung der Staatsverfassung und der Verwaltung ein.
Aus seiner Ehe gingen zwei Söhne hervor: Carl Wilhelm von Klewitz, preußischer Oberlandesgerichtsrat, der am 12. August 1841 während einer Reise nach München verstarb, und Ludwig Friedrich Wilhelm von Klewitz (* 21. April 1794; † 23. November 1871 in Jerichow). Die beiden Brüder wurden nach dem Tod ihrer Mutter im Haushalt des späteren Generals Wilhelm von Tümpling erzogen.

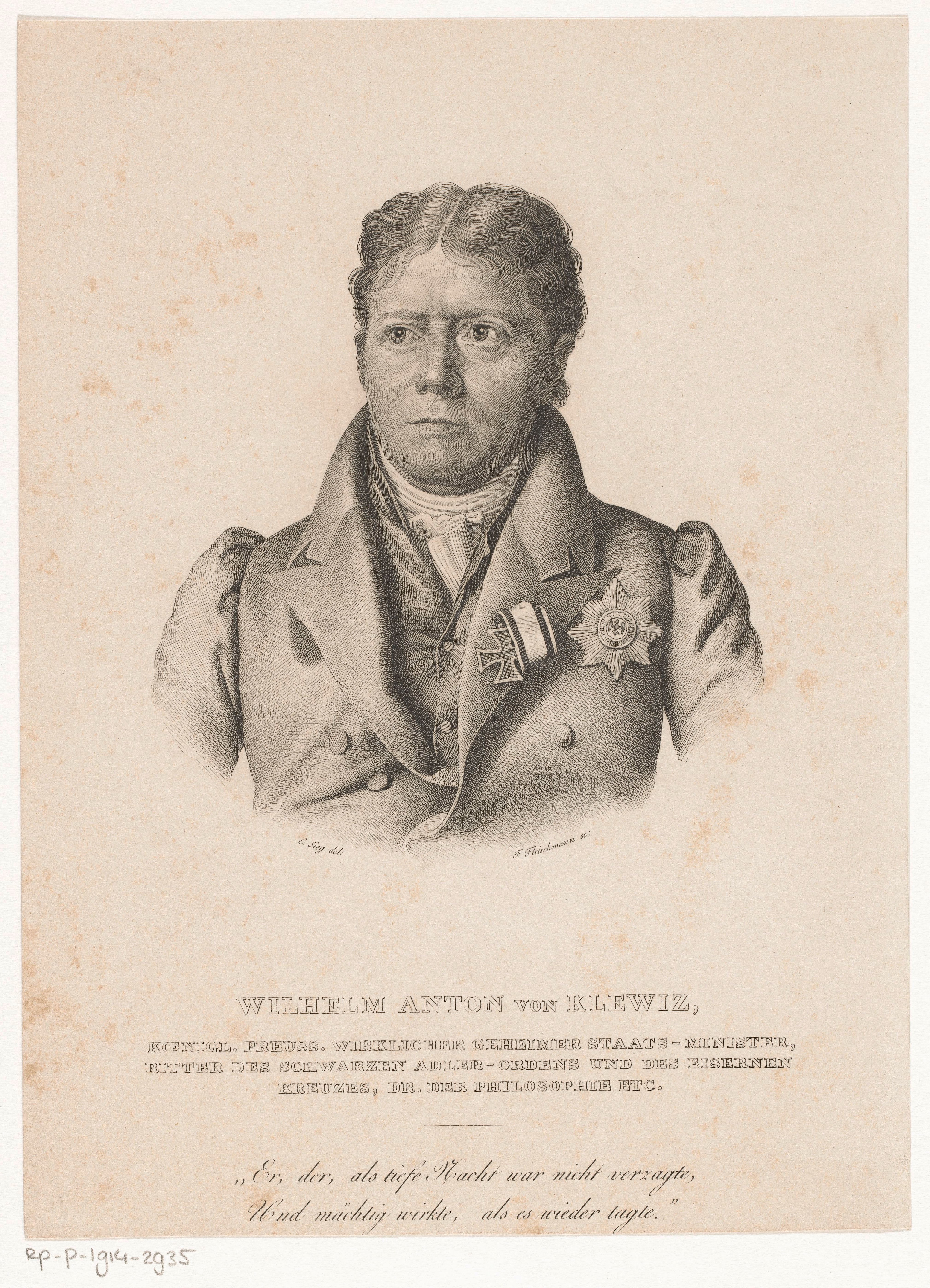
Wilhelm Anton von Klewitz

## Wappen
Das gevierte Wappen von 1803 zeigt auf den Feldern 1 und 4 in Silber ein grünes Kleeblatt, auf 2 und 3 in Blau eine goldene Lilie. Auf dem Helm mit rechts grün-silbernen und links blau-goldenen Helmdecken ein silberner Anker zwischen offenem, mit goldenen Kleestblattstengeln belegtem schwarzen Flug.

## Familienzweige 19. Jahrhundert
Die Klewitz zählten im 19. Jahrhundert zur bürgerlich-akademischen Führungsschicht Preußens.
- Wilhelm Anton Klewitz (* 1760; † 1838), Jurist und Kammerpräsident in Posen, wurde 1803 in den Adel erhoben  → Gilt als konservativer Modernisierer der preußischen Verwaltung

Söhne:
- Carl Wilhelm von Klewitz (* um 1790; † 1841), Oberlandesgerichtsrat in Preußen
- Ludwig Friedrich Wilhelm von Klewitz (* 21.04.1794; † 23.11.1871 in Jerichow)  → beide nach dem Tod ihrer Mutter im Haus von General Wilhelm von Tümpling erzogen

Die Brüder gehörten der ersten adligen Generation der Familie Klewitz an. Sie legten den Grundstein für die späteren Linien, die sich über Sachsen-Anhalt, insbesondere die Regionen Jerichow, Magdeburg und Umgebung, verbreiteten.

## Familienzweige 20. Jahrhundert
Im 20. Jahrhundert breitete sich die Familie regional vor allem in Sachsen-Anhalt aus, darunter Magdeburg, Grieben, Stendal, Jerichow und Haldensleben. Neben Beamten und Juristen traten auch Handwerker, Landwirte, Ingenieure, Lehrer und Künstler in Erscheinung.
Ein bedeutender Zweig:
Wilhelm von Klewitz & Grete Anna Giehler
- Wilhelm von Klewitz (* 03.09.1927; † 08.08.2012), wohnhaft in Grieben, ⚭ Grete Anna Giehler (* 19.07.1926 in Rampitz; † 13.11.2014)

Kinder:
- Edith Klewitz (* 28.05.1950 in Grieben), ⚭ Helmut Martin Kirchhoff (* 14.11.1949 in Grieben)  → Töchter:
  - Ina Hausmann (geb. Kirchhoff, * 29.03.1971 in Stendal)
    - Tochter: Frederike Hausmann

  - Sandra Kirchhoff (* 29.03.1971 in Stendal)
    - Kinder: Marie Lohse, Toni Lohse

- Wolfgang Klewitz (* 03.03.1952 in Grieben), ⚭ Christina Klewitz (geb. Kappel)  → Kinder:
  - Peggy Skiba (geb. Klewitz, * 1974 in Stendal), ⚭ Christian Skiba
    - Kinder: Anna Skiba, Maximilian Skiba, Lucy Skiba

  - David Klewitz (* 28.08.1977 in Stendal), ⚭ Christiane Klewitz (geb. Rehers)
    - Kinder: Luca Klewitz, Marvin Klewitz, Benjamin Klewitz

Weitere Vertreter dieser Zeit:
- Hans Otto Karl Klewitz (* 1917 in Groß Salze; † 1989), ⚭ Maria Leopoldine Spengler
  - Kinder:
    - Sabine Klewitz (* 1945), Grundschullehrerin, ⚭ Thomas Berger (* 1942), Ingenieur
      - Kinder:
        - Anna Berger (* 1970), Ärztin, lebt in Berlin
        - Michael Berger (* 1973), Architekt, lebt in München

    - Jürgen Klewitz (* 1948), Elektrotechniker, ⚭ Petra Müller (* 1950)
      - Kinder:
        - Clara Klewitz (* 1980), Journalistin
- August Ferdinand Wilhelm Klewitz (* 1911; † 1992), ⚭ Katharina Elisabeth Schulze  → Kinder: u. a. Ludwig Theodor Wilhelm Klewitz, Johanna Theodorine Klewitz ⚭ Johann Jakob Sigl
- Wilhelm Hermann Friedrich Klewitz (* 1883; † 1943), Tischler
- Wilhelm Theodor Klewitz (* 1912; † 1942), Schlossermeister

## Familienzweige 21. Jahrhundert
Die Familie Klewitz lebt heute weiter in verschiedenen Regionen Deutschlands. Viele Nachkommen aus dem 20. Jahrhundert leben noch oder haben Kinder, wodurch die Nachkommenstafel bis heute fortgeschrieben wird.
- Ina Hausmann und ihre Tochter Frederike leben in der Nähe von Mainz
- Sandra Kirchhoff und ihre Kinder wohnen noch in Grieben
- Die heutigen Träger des Namens Klewitz sind unter anderem die Nachkommen von David Klewitz; er lebt mit seinen Kindern Luca, Marvin und Benjamin im Münsterland

Zudem sind heute Familienmitglieder unter anderem in medizinischen Berufen, pädagogischen Einrichtungen, technischen Berufen, freier Kunst und öffentlichen Diensten tätig.

## Bedeutung der Nachkommenstafel
Die Nachkommenstafel der Familie Klewitz wurde im Mai 1886 begonnen und dokumentiert über mehrere hundert Einzelpersonen – darunter auch viele entfernte Linien und verwandte Familiennamen. Sie ist eines der bedeutendsten Zeugnisse genealogischer Arbeit in privater Hand innerhalb der Region Sachsen-Anhalt.

## Historischer Verzicht auf das Adelsprädikat „von“ bei den Klewitz
Das „von“ der Familie Klewitz verschwand im Jahr 1933 aus gesellschaftlichen und politischen Gründen. Nach der Abschaffung der Adelsprivilegien durch die Weimarer Verfassung 1919 und den damit verbundenen gesellschaftlichen Veränderungen entschieden sich viele Familien, darunter auch die Klewitz, bewusst, auf das „von“ im Nachnamen zu verzichten. Gründe dafür waren die Anpassung an eine egalitäre Gesellschaft, die Vermeidung von Stigmatisierung und eine Modernisierung des Namens. Deshalb tragen heute alle Nachkommen der Familie Klewitz den Namen ohne „von“.

## Besitztümer der Familie Klewitz in Sachsen-Anhalt
Die Familie Klewitz verfügte über mehrere bedeutende Besitztümer in Sachsen-Anhalt, die über Generationen hinweg im Familienbesitz blieben:
- Ein Familienanwesen in Groß Salze, welches als Hauptwohnsitz und Zentrum des familiären Lebens diente
- Das Schloss in Grieben, ein historisches Gutshaus, das seit dem 19. Jahrhundert im Besitz der Familie ist und als kultureller sowie sozialer Mittelpunkt der Region gilt
- Mehrere landwirtschaftliche Flächen in der Umgebung von Stendal, die bewirtschaftet wurden
- Große Forstbestände in der Region, die wirtschaftlich genutzt und gepflegt wurden
- Ein Handwerksbetrieb (Tischlerei) in Stendal, der von Wilhelm Hermann Friedrich Klewitz und seinen Nachkommen geführt wurde
- Wohnhäuser und Eigentumswohnungen in der Altstadt und Innenstadt von Stendal, darunter auch eine Werkstatt und eine Schlossermeister-Werkstatt

Diese Besitztümer spiegeln die Verbundenheit der Familie Klewitz mit der Region Sachsen-Anhalt wider und bilden bis heute einen wichtigen Teil des familiären Erbes.

## Persönlichkeiten
- Wilhelm Anton von Klewiz (auch Klewitz; 1760–1838), preußischer Politiker und Verwaltungsbeamter
- Otto von Klewitz (1837–1889), deutscher Kommunalpolitiker
- Willi von Klewitz (1872–1928), preußischer Oberst und Freikorpsführer
- Andreas von Klewitz (* 1960), deutscher Schriftsteller, Filmautor und Publizist
- Jan von Klewitz (* 1964), deutscher Jazzmusiker
- Anti von Klewitz, deutsche Eastern-Jazzmusikerin